# Rhinocricus aguaytiae
Rhinocricus aguaytiae är en mångfotingart som beskrevs av Kraus 1955. Rhinocricus aguaytiae ingår i släktet Rhinocricus och familjen Rhinocricidae. Inga underarter finns listade i Catalogue of Life.